# Юзеф Слівінський
Юзеф Слівінський (пол. Józef Śliwiński; 15 грудня 1865, Варшава — 4 березня 1930, Варшава) — польський піаніст, диригент та музичний педагог. Син органіста Яна Слівінського.
Навчався спочатку у Юліуша Янота і Казимира Гофмана (батька Йосифа Гофмана), потім у Варшавському музичному інституті у Рудольфа Штробля, у 1886—1887 роках займався у Відні у Теодора Лешетицького, завершив свою музичну освіту під керівництвом Антона Рубінштейна в Санкт-Петербурзі. У 1890 року дебютував як концертний виконавець, гастролював в Росії і Європі, у 1901 році виступив в США разом з Лейпцизьким оркестром Ганса Віндерштайна. Був відомий, передусім, виконанням романтичного репертуару — особливо творів Фридерика Шопена (з приводу інтерпретації яких спеціально консультувався з Карлом Мікулі) і Робертом Шуманом.
У 1910 році почав викладацьку діяльність в Ризі, потім в Ростові-на-Дону, зі створенням в 1912 році Саратовської консерваторії, де вів клас фортеп'яно, у 1914—1916 роках її директор. У 1918 році повернувся до Польщі, яка лише отримала незалежність, викладав у Варшаві та Познані.